# St. Peter und Paul (Scherstetten)

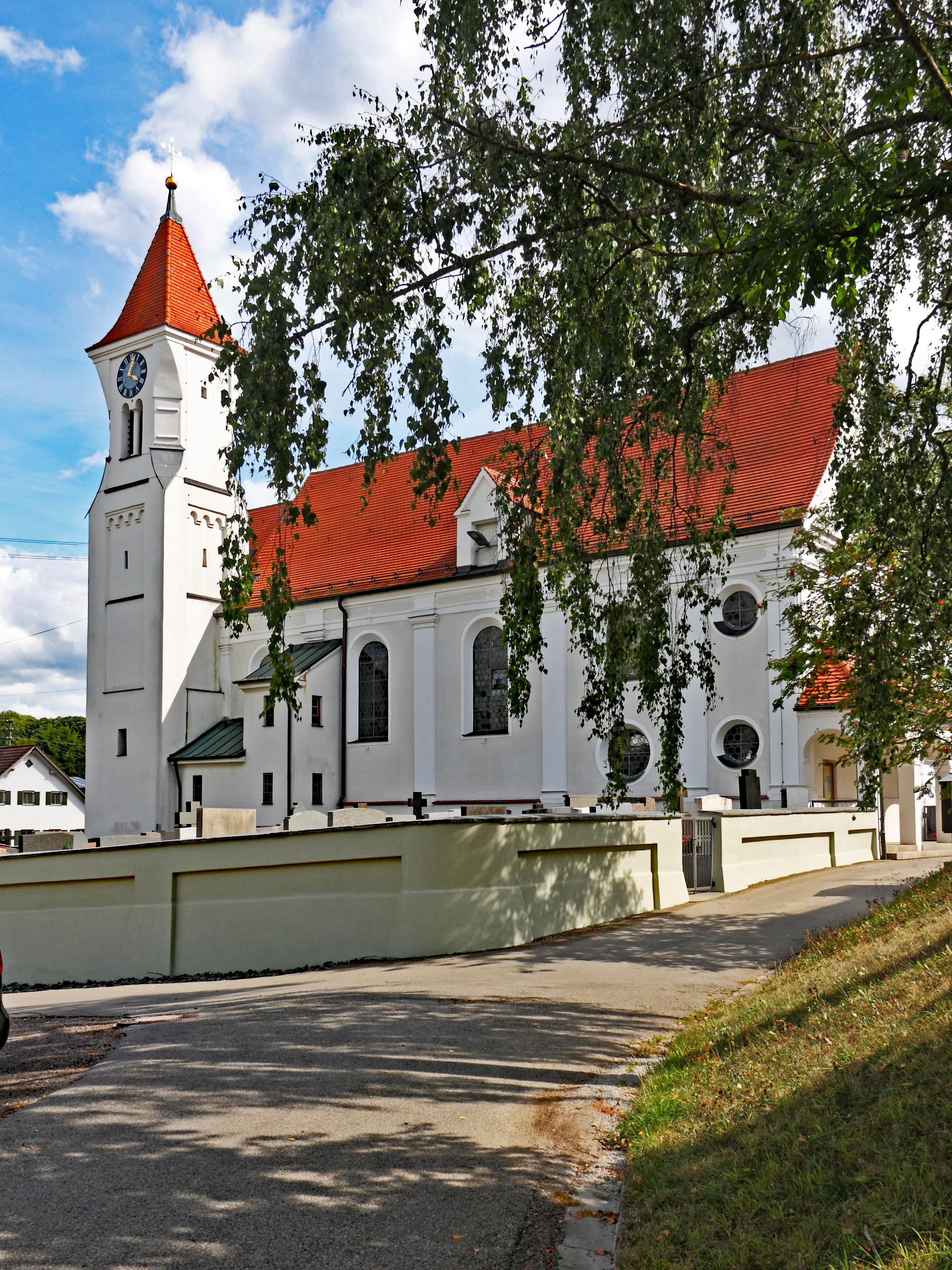
St. Peter und Paul (Scherstetten)

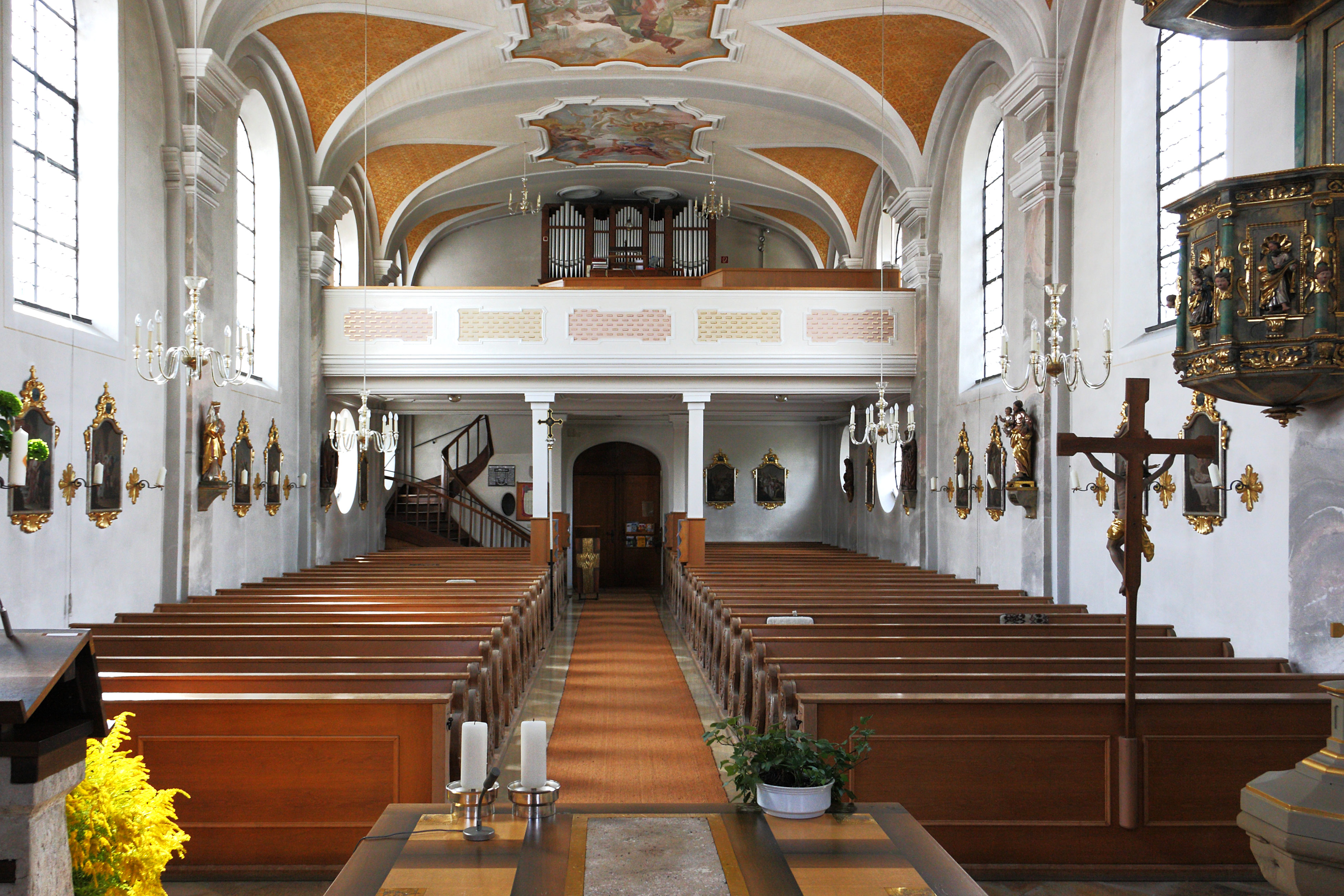
Blick zur Empore

Die römisch-katholische Pfarrkirche St. Peter und Paul steht in Scherstetten, einer Gemeinde im schwäbischen Landkreis Augsburg von Bayern. Das Bauwerk ist in der Liste der Baudenkmäler in Scherstetten als Baudenkmal unter der Nr. D-7-72-197-3 eingetragen. Die Pfarrei gehört zum Dekanat Schwabmünchen des Bistums Augsburg.

## Beschreibung
Die Saalkirche wurde 1710 errichtet. Sie besteht aus einem Langhaus, das 1921/22 nach Westen verlängert wurde, dessen Längswände mit Pilastern gegliedert sind, einem eingezogenen, halbrund geschlossenen Chor im Osten, einer Sakristei an der Südwand und einem Chorflankenturm an der Nordwand des Chors, dessen untere Geschosse vom spätgotischen Vorgängerbau erhalten geblieben sind. Das Portal befindet sich in einem Anbau vor der Fassade im Westen. Der Chorflankenturm wurde 1762 mit einem Geschoss mit konkav abgeschrägten Ecken aufgestockt, das die Turmuhr und den Glockenstuhl beherbergt, und mit einem Pyramidendach bedeckt. Der Innenraum des Langhauses ist mit einem Spiegelgewölbe überspannt. Auf der Empore im Westen steht eine Orgel. Die Fresken wurden 1937 eingefügt. Der um 1680 aufgestellte Hochaltar stammt aus der Wendelinkapelle in Bobingen. 